# Parc del Pla de l'Alemany
El Parc del Pla de l'Alemany és un parc urbà de Berga inclòs a l'Inventari del Patrimoni Arquitectònic de Catalunya.

## Descripció
És un parc d'estructura geomètrica ordenada al voltant d'un llac artificial un xic elevat. Està format per un petit mur de planta ovalada en correspondència amb la forma resultant imposada pels dos vials que delimiten l'àrea enjardinada. Forma illes, transitables al volt, tancades amb evònim i boix. Un arbrat dens i variat ressegueix els perímetres.
La restauració de principis dels vuitanta del segle XX ha refet el paviment, l'enllumenat, el surtidor, etc. També s'hi ha establert l'estàtua de Rafael Casanova, retirada durant el franquisme, condicionant-hi de bell nou una placeta d'entrada.

## Història
El 21/07/1913 s'adquireix el terreny destinat a parc municipal i el 1927 s'arranjà però entre 1960 i 1980 patí un abandonament i deterioració progressiu. El 1980 s'inicià la primera fase del projecte de restauració que s'inaugurà l'onze de setembre del mateix any.